# Tetsuhiro Kina
Tetsuhiro Kina (喜名 哲裕?, Kina Tetsuhiro; Prefettura di Okinawa, 10 dicembre 1976) è un ex calciatore giapponese, di ruolo centrocampista.